# Paweł Charucki
Paweł Charucki (14 oktober 1988) is een Pools voormalig wielrenner die als prof reed voor CCC Polsat Polkowice en Verva ActiveJet.

## Carrière
In juni 2010 werd Charucki nationaal kampioen bij de beloften. Later dat jaar werd bekend dat hij in 2011 de overstap zou maken naar CCC Polsat Polkowice.
Na vier seizoenen voor CCC Polsat Polkowice te hebben gereden, werd zijn contract niet verlengd en moest Charucki op zoek naar een nieuwe ploeg. Hij deed een stap terug naar het continentale Domin Sport. Een jaar later werd hij wederom prof, nu bij Verva ActiveJet Pro Cycling Team. Zijn verblijf bij die ploeg bleef beperkt tot één seizoen, waarna hij zich in april 2017 weer aansloot bij Domin Sport.

## Overwinningen
2010
 Pools kampioen op de weg, Beloften

## Ploegen
- 2008 –  Legia
- 2009 –  Legia-Felt
- 2011 –  CCC Polsat Polkowice
- 2012 –  CCC Polsat Polkowice[5]
- 2013 –  CCC Polsat Polkowice
- 2014 –  CCC Polsat Polkowice
- 2015 –  Domin Sport
- 2016 –  Verva ActiveJet Pro Cycling Team
- 2017 –  Domin Sport (vanaf 4 april)

Aniołkowski · A.Banaszek · N.Banaszek · Bernas · Bodnar · Charucki · Cieślik · Franczak · Gradek · Hník · Koch · Podlaski · Polnický · Simón · Stachowiak · Staniszewski